# Isobel Pooley
Pour les articles homonymes, voir Pooley.
Isobel Pooley (née le 21 décembre 1992 à Londres) est une athlète britannique, spécialiste du saut en hauteur.

## Biographie
Sélectionnée dans l'équipe d'Angleterre lors des Jeux du Commonwealth de 2014 se déroulant à Glasgow en Écosse, elle remporte la médaille d'argent du saut en hauteur, en établissant un nouveau record personnel avec 1,92 m. Le 24 août 2014, lors du Meeting d'Eberstadt en Allemagne, elle établit un nouveau record du Royaume-Uni du saut en hauteur en franchissant 1,96 m.
Elle établit un nouveau record national lors des Championnats nationaux en juillet 2015 avec 1,97 m au 1er essai mais est éliminée en qualifications des Championnats du monde de Pékin avec 1,89 m au 2d essai.
En 2016, elle ouvre sa saison hivernale le 27 janvier à Cottbus avec 1,91 m, échouant de peu à 1,94 m. Le 20 mars 2016, Pooley se classe 10e de la finale des championnats du monde en salle de Portland avec 1,89 m, échouant à 1,93 m. 
Elle manque les Jeux olympiques de Rio à cause d'une blessure à la cheville.
Elle met un terme à sa carrière en septembre 2017.

## Palmarès
| Date | Compétition                       | Lieu             | Résultat | Marque  |
| ---- | --------------------------------- | ---------------- | -------- | ------- |
| 2013 | Championnats d'Europe par équipes | Gateshead        | 9e       | 1,85 m  |
| 2013 | Championnats d'Europe espoirs     | Tampere          | 4e       | 1,90 m  |
| 2014 | Championnats d'Europe par équipes | Brunswick        | 11e      | 1,83 m  |
| 2014 | Jeux du Commonwealth              | Glasgow          | 2e       | 1,92 m  |
| 2015 | Championnats d'Europe par équipes | Tcheboksary      | 6e       | 1,94 m  |
| 2015 | Ligue de diamant                  | Ligue de diamant | 5e       | détails |
| 2016 | Championnats du monde en salle    | Portland         | 10e      | 1,89 m  |

## Records
| Épreuve         | Épreuve   | Performance | Lieu       | Date            |
| --------------- | --------- | ----------- | ---------- | --------------- |
| Saut en hauteur | Plein air | 1,97 m      | Birmingham | 4 juillet 2015  |
| Saut en hauteur | En salle  | 1,93 m      | Glasgow    | 20 février 2016 |